# Rio Bièvre
O Bièvre é um rio que tem origem em Guyancourt e que flui para o coletor principal dos esgotos de Paris.
O Bièvre uma vez fluía para o Sena em Paris (ao nível da Gare d'Austerlitz) depois de um percurso de 35 km nos departamentos de Yvelines, Essonne, Altos do Sena, Vale do Marne e Paris.
O Bièvre, que foi o segundo rio parisiense e corria através do 13.º e do 5.º arrondissements, é totalmente coberto, em Paris desde 1912, no subúrbio de Antony a Gentilly desde o início da década de 1950, com a exceção de curtas seções recentemente entregues no dia. Seu curso a montante da fonte para a Reserva natural regional da bassin de la Bièvre em Antony é, na maior parte, ao ar livre.

## Etimologia
Este curso de água tira talvez seu nome do latim biber, designando o castor, desaparecido no século XIII neste setor, mas beber também significa: de cor marrom, como suas águas. Em 1787, a denominação deste rio era "ruisseau des Gobelins" (ribeirão dos Goblins). Os goblins eram criaturas lendárias, antropomórficas et e de pequeno tamanho, vindas do folclore medieval europeu. O Bièvre é indicado sob este nome no mapa do Plano de Intendência de Guyancourt.
No entanto, ao invés desses seres lendários, o rio deve seu apelido a Jean Gobelin, um flamengo que se estabeleceu nas margens do Bièvre em 1443 e foi o primeiro de uma longa dinastia de tintureiros na origem do bairro da Manufacture des Gobelins.

## Geografia
Com 34,6 km de comprimento, o rio Bièvre tem origem em Guyancourt a 150 m de altitude.
Ele se junta ao Rio Sena em Paris no limite do 5.º e do 13.º arrondissements, a 37 m de altitude.

### Território
A navegação através de cinco departamentos (Paris, Yvelines, Essonne, Altos do Sena e Vale do Marne), o Bièvre passa — de montante a jusante — dezoito comunas seguintes: Guyancourt (fonte), Buc, Les Loges-en-Josas, Jouy-en-Josas, Bièvres, Igny, Verrières-le-Buisson, Massy, Antony, Fresnes, L'Haÿ-les-Roses, Cachan, Arcueil, Gentilly, 14.º, 5.º e 13.º (confluência).
O Bièvre cruza o seu vale em vários planaltos.
- Em sua origem, o planalto de Trappes a uma altitude de 165 metros ao redor da lagoa de St-Quentin,
- O alto vale, a uma profundidade de 80 metros uma largura de um quilômetro é ladeado por encostas com declividade de 15% a 25% entre o planalto de Villacoublay ao norte a 170 metros e o planalto de Saclay ao sul a 155 metros.
- Seu curso a jusante no subúrbio é margeado a leste pelo planalto de Rungis a uma altitude de cerca de 95 metros, com um relevo menos marcado.

68 % do território do Bièvre está em área urbana, das quais 54% construídos. As áreas rurais menos representado (32 %) se situam na sua parte jusante. A proporção de áreas urbanas abertas e áreas rurais diminui, particularmente aqueles das terras agrícolas. Essa evolução aumenta a contribuição das águas de escoamento e das poluições.

## História

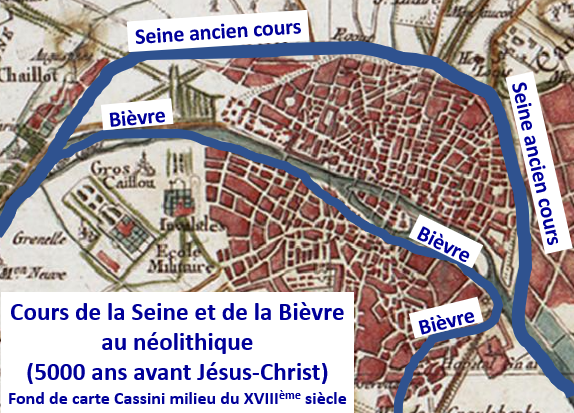
Curso do rio Sena e do rio Bièvre no neolítico

No Neolítico, o curso de Bièvre, em Paris, entre a ponte d'Austerlitz e a ponte de l'Alma, o Sena atual. Neste momento, o rio Sena, formando um arco de um círculo para o norte, nas proximidades da atual Gare de Lyon e de la Bastille e a poucos passos da ponte da Alma seguindo a linha dos grands boulevards, da avenue Matignon e da avenida Montaigne. Durante a enchente, o rio Sena teria captado o antigo curso do rio Bièvre da Ponte d'Austerlitz para a Pont de l'Alma. Os dois rios têm varrido o lodo que a divisão entre as atuais estações de Lyon e de Austerlitz, e o braço do Sena, a leste do atual bairro do Marais, foi gradualmente preenchido. A confluência atual do Bièvre e o rio Sena foi formada a leste da montagne Sainte-Geneviève em um pântano, no delta entre os 2 braços do rio Bièvre, levando para o local das pontes atuais do Arcebispado e de Austerlitz. Depois de divagada, a confluência seria estabelecida a montante da ponte de Austerlitz.

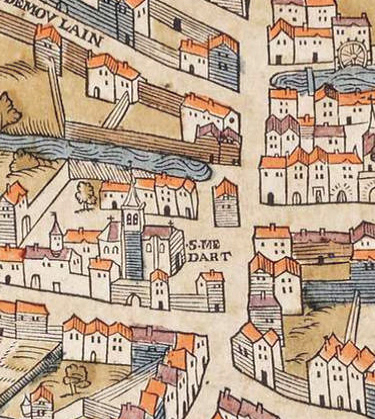
O Bièvre ao lado de Saint-Médard em 1550 (Plan de Truschet et Hoyau).

No século XII, vindo de Saint-Médard, o Bièvre atravessava o Faubourg Saint-Marcel e as terras da Abadia de Sainte-Geneviève, acabando no meio do marisma (entre a rue Poliveau e a rue Buffon atuais) e se juntava no Sena ao nível da Pont d'Austerlitz.

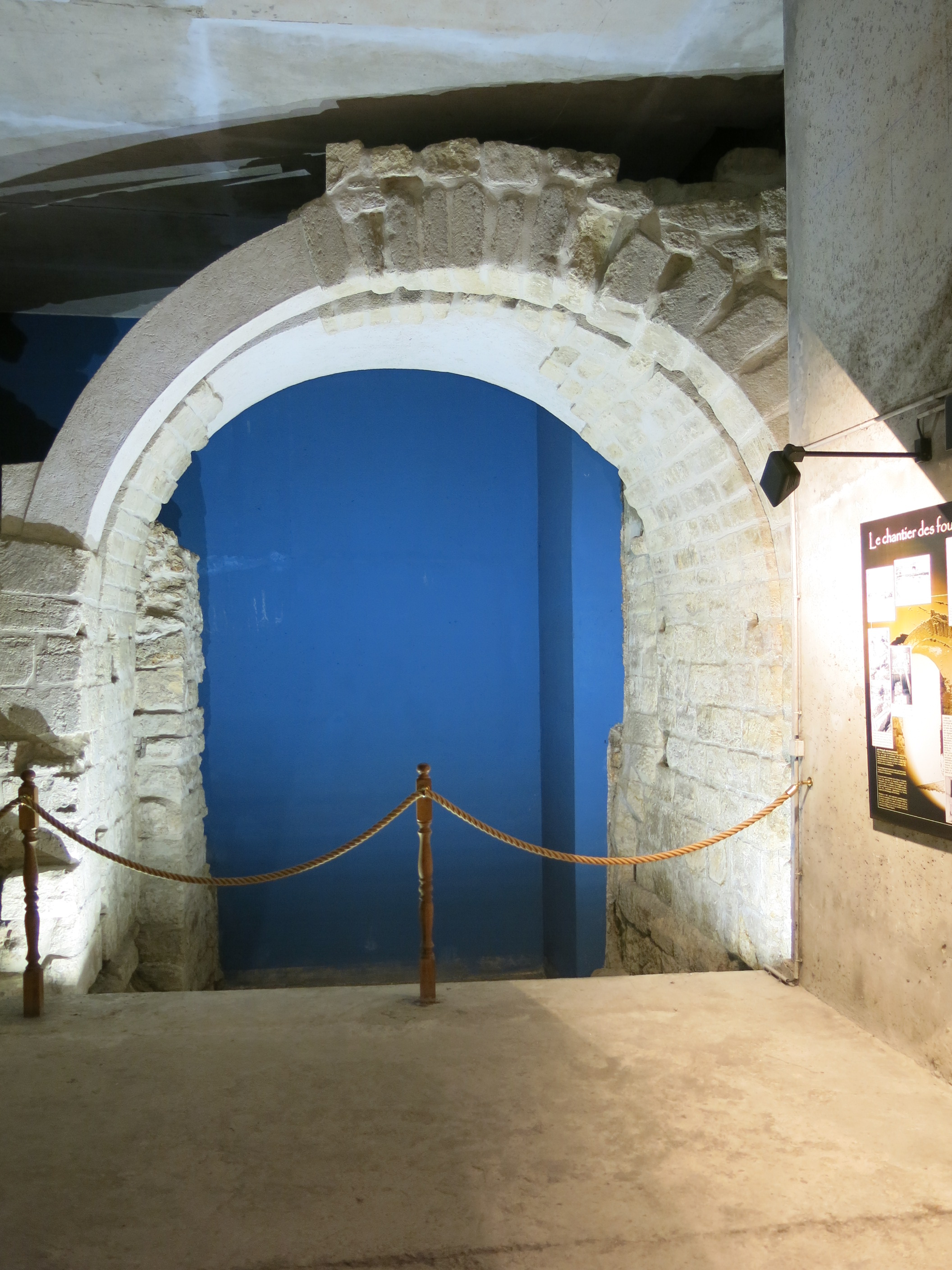
O arco que permitia ao rio de atravessar o Muro de Filipe Augusto

Em 1356, Etienne Marcel cavou uma fossa ao longo do Muro de Filipe Augusto até o Sena que foi duplicado alguns anos mais tarde por uma segunda fossa maior no contexto das obras ordenadas por Carlos V para as fortificações de Paris. Estas fossas absorviam a água do canal des Victorins intra muros, os religiosos foram autorizados a construir um novo canal paralelo a estes até a proximidade da porte Saint-Bernard. Seu curso era situado a leste da rue des Fossés-Saint-Bernard, a embocadura onde foi instalado o moulin d'Aletz na proximidade da porte Saint-Bernard, atualmente no local do Instituto do mundo árabe.
No final do século XIV, o Bièvre tinha cerca de 3 confluentes, a saída primitiva do local da atual Gare d'Austerlitz que não foi completamente seca, o intra muros perto de rue de Bièvre que não estava mais alimentado e o perto da porte Saint-Bernard

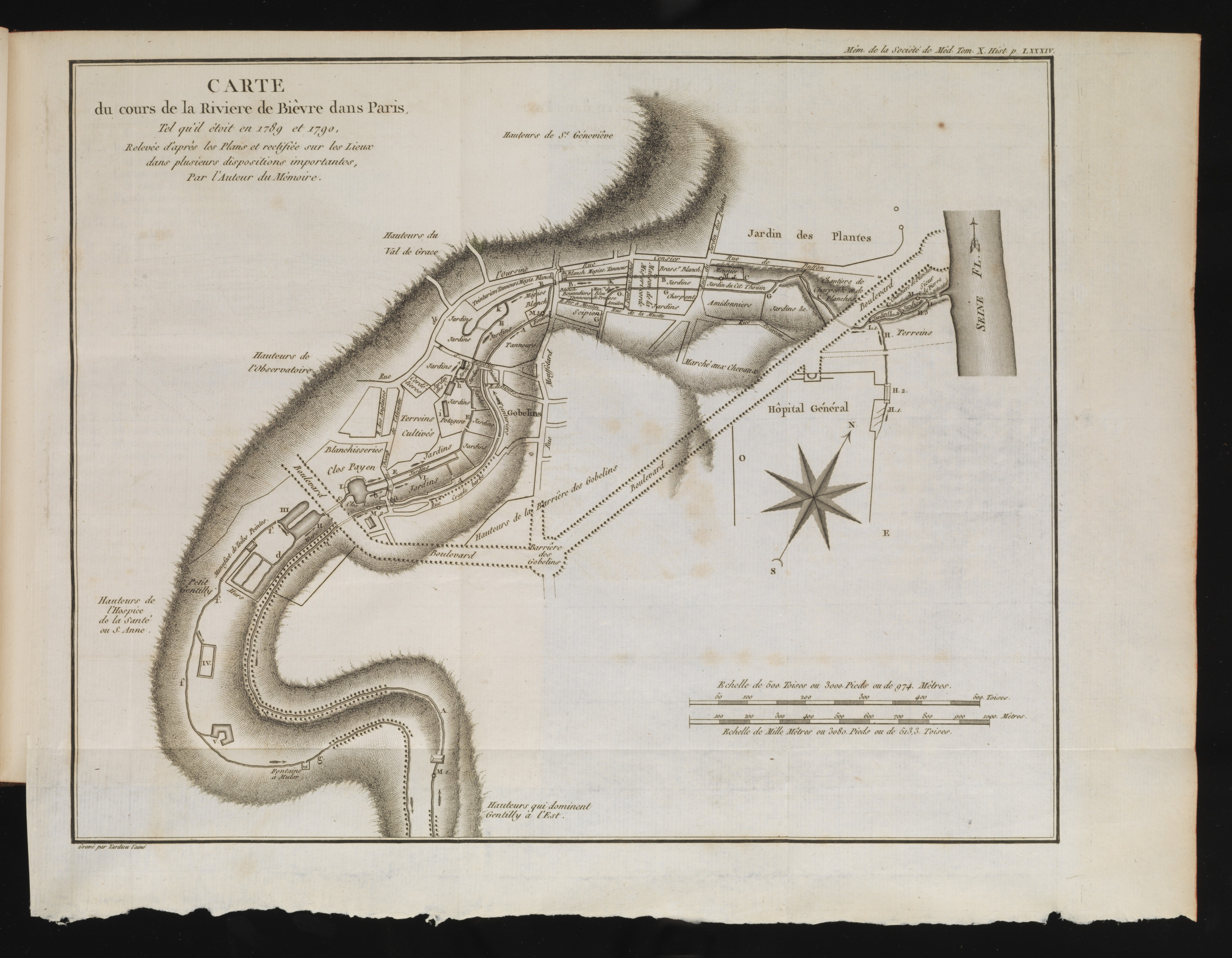
Curso do rio Bièvre em 1790.

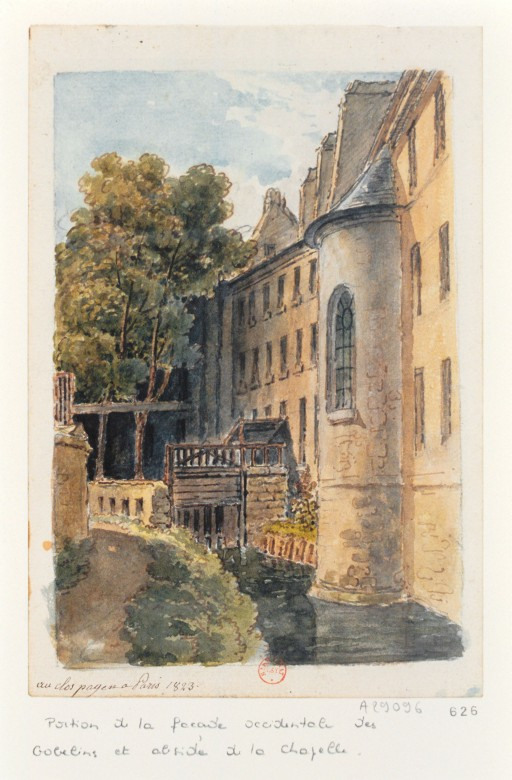
A parte traseira da Manufacture des Gobelins no Bièvre (1823)

A canalização não melhorou muito a situação, os estabelecimentos ribeirinhos continuavam a despejar seus resíduos se juntando às águas residuais das ruas vizinhas. Em seu Grand Dictionnaire universel du XIXe siècle, Pierre Larousse indica: "O Bievre penetra em Paris entre as portes d'Italie e Gentilly através de vários braços, que são apenas riachos infectos, os faubourgs Saint-Marcel e Saint-Victor, e termina na forma de um esgoto coberto no quai quai de l'Hôpital. Este rio alimenta muitos curtumes, lavanderias, tinturarias e, entre outros, a famosa Manufacture des Gobelins. Embora a largura do Bièvre não exceda 3 m, este rio foi formidável por suas inundações." Haussmann e Belgrand constatavam já em 1860 que a única solução possível era a supressão do Bièvre ao ar livre. As obras de cobertura duraram cerca de cinquenta anos, com muitas oposições e necessitando de custosas expropriações. As últimas partes ainda ao ar livre em Paris intra-muros, Croulebarde, Glacière e Valence sob as ruas homônimas foram cobertas em 1912. A maioria das partes suprimidas foram enterradas.
A topografia de uma parte dos 5o e 13o arrondissements de Paris tem sido totalmente virada de cabeça para baixo por um grande canteiro de obras de enchimento do vale do boulevard Blanqui e mais ao norte e até o sul da cidade da place de Rungis na porte des Peupliers. Assim, a rue de Tolbiac aberta de 1863 a 1892 foi originalmente estabelecida em um barranco com vista para os bairros vizinhos e a igreja de Sainte-Anne de la Butte-aux-Cailles foi construída a 18 metros acima do nível original. É portanto difícil de seguir hoje o mesmo vale em Paris.